# Fort du Tillot
Le fort du Tillot est un ouvrage fortifié faisant partie de la place forte de Toul, dans le département de Meurthe-et-Moselle.

## Le fort Originel

### Dates de construction (1874-1879)
- Ordre d'étude de l'ouvrage : 3 décembre 1874
- Approbation du projet par le ministre : 17 décembre 1874
- Adjudication des travaux : application du marché de la place
- Décret d'utilité publique et d'urgence : 4 décembre 1874
- Commencement des travaux : 20 décembre 1874
- Achèvement de l'ouvrage : 1879

### Coût estimatif de l'ouvrage
Le montant total est estimé à 1 600 300 francs
- acquisitions : 24 300 F
- travaux : 1 576 000 F

### Armement
L'armement total s'établit à 33 pièces d'artillerie. Le fort disposait dans ses magasins de 58 tonnes de poudre et de 650 000 cartouches.
- Pièces sous tourelle :néant
- Pièces sous casemate :néant
- Pièces de rempart : 19
- Mortiers : 2
- Pièces de flanquement : 10

### Casernement
Le fort pouvait accueillir 419 hommes. Une infirmerie de 8 hommes était présente. L'approvisionnement en eau était assuré par deux citernes pour une contenance totale de 419 m3. Le fort possédait 2 fours à pain de 300 rations.
- Officiers : 13
- Sous-officiers : 24
- Soldats : 382

## La modernisation

### Programme 1900
- Restructuration complète du fort : 1908-1912
- Armement : 2 tourelles de 75, (tourelles no 42 et no 43), 3 observatoires cuirassés et 1 tourelle de mitrailleuses (no 74)

### Garnison et armement en 1914
- 1/2 compagnie d'infanterie

L'ouvrage disposait de 270 places protégées dans les casemates, 204 places non protégées
- 226 artilleurs ( 6e régiment d'artillerie à pied),

Outre l'armement sous tourelle, 6 canons revolvers et 6 canons de 12 culasse pour la défense des coffres, 2 mortiers de 22.

## État actuel
À l'abandon, dans le domaine privé, cuirassements démantelés et envoyés à la ferraille, le casernement a été dynamité.